# Adão Almeida
Adão Almeida (São Sebastião do Tocantins-TO, 05 de setembro de 1971) é um poeta, cordelista e contista que reside desde a infância na cidade de Marabá, no Pará.

## Biografia
Adão Almeida dos Santos nasceu em 1971, no interior do Tocantins, no município de São Sebastião do Tocantins, filho de Justino Pereira dos Santos e de  Necy Almeida dos Santos. A família mudou-se para Marabá, no Pará, em 1980. Durante a infância, foi alfabetizado em casa com a cartilha de ABC, estudo que equivale apenas até a terceira série (atual 2º ano). Quando tinha 40 anos de idade, cursou um ano e meio de Educação de Jovens e Adultos (EJA), na Escola Municipal Tereza Donato, na Agrópolis do Incra, em Marabá, no Pará. A ideia surgiu como forma de ter melhores oportunidades, incluindo prestar concurso público e ter uma profissão.
Atualmente, trabalha na Biblioteca Municipal Orlando Lima Lobo, em Marabá, no Pará. E no início dos anos 2020 começou a cursar   Bacharelado em Biblioteconomia, na Universidade Aberta do Brasil (UAB).
A poesia surgiu em sua vida nos primeiros meses do EJA, quando um professor indicou a ele que seus escritos eram poesia. E ele não parou mais de escrever. Hoje Adão tem mais de 10 publicações e participou de ao menos 12  antologias, incluindo obras de países da América Latina. Além disso, participou de dois cordéis da escritora Lusinete Bezerra da Silva (Lusa Silva).

## Vida pessoal
Quando jovem, Adão casou-se com Marlene Ferreira de Sousa, com quem tem seis filhos.

## Obra
- 2014 - Marabá Guaridas,[2]
- 2015 - participou da "Antologia Vozes do Sarau",[2]
- 2016 - participou da "Antologia 100 Poemas e Prosas por Marabá",[2]
- 2016 - Escola: Caminhos infinitos,[2]
- 2017 - O peixinho Zizi,[4]
- 2021 - participou do "VII Anuário da Poesia Paraense",[4]
- 2021 - participou da "Voces Poeticas Latinoamericanas",[2]
- 2022 - Açaí: o ouro preto da Amazônia,[2]
- ? - participou da "I Antologia Cordéis do Norte",[2]
- ? - participou da "II Antologia Cordéis do Norte",[2]
- ? - Pelejas Poéticas.[2]

## Reconhecimentos
- 1° lugar no encontro de cordelista de Marabá,[1]
- Membro da Academia Paraense de Literatura de Cordel (APLC),[5]
- Membro da Academias de Letras Brasil (ALB), seccional Sul e Sudeste do Pará,[1][5]
- Membro da Academia de Letras de Marabá (ALMA).[1][5]